# Boeing C-135 Stratolifter
O Boeing C-135 Stratolifter é uma aeronave de transporte derivada do protótipo Boeing 367-80 jato de passageiros (também a base para o 707) no início dos anos 1950. Possui uma fuselagem mais estreita e é mais curta que o 707. A Boeing deu à aeronave a designação interna de Modelo 717, nome posteriormente atribuído a uma aeronave completamente diferente.
Desde que a primeira foi construída em agosto de 1956, o C-135 e suas variantes têm sido um pilar da Força Aérea dos Estados Unidos.
Foi desenvolvida a partir do Boeing KC-135 Stratotanker.

## Origens e histórico operacional
No início dos anos 1960, o Military Air Transport Service operava uma frota constituída quase inteiramente por aeronaves movidas a hélice, como o Douglas C-124 Globemaster II movido a pistão e o C-133 Cargomaster turboélice. Embora capazes de transportar cargas grandes e superdimensionadas, elas estavam se tornando cada vez mais obsoletas e careciam do alcance global necessário para a Força Aérea em rápida modernização. Em maio de 1960, o Congresso aprovou a compra de 50 aeronaves C-135; foi selecionada em parte devido ao seu baixo custo de desenvolvimento, sendo um derivado direto do tanque KC-135 já em produção. No final, apenas 15 C-135As seriam produzidos (além de três convertidos de KC-135s ainda na linha de montagem), com 30 aeronaves adicionais sendo entregues como C-135Bs com o motor turbofan Pratt & Whitney TF33 aprimorado.
O C-135 foi amplamente destinado como uma medida provisória aguardando o desenvolvimento de transportes a jato mais especializados, como o Lockheed C-141 Starlifter, e como tal incorporou numerosos compromissos em sua capacidade de transporte aéreo estratégico. O piso de carga da aeronave estava a cerca de 10 pés (3,0 m) do solo, o que exigia equipamentos de manuseio terrestre, sua única porta lateral de carga era limitada no que poderia passar por ela, e seu alcance útil era aproximadamente 6,000 milhas (9,656 km), insuficiente para alcançar muitos dos locais de operação da Força Aérea na Ásia e no Pacífico. Embora o alcance fosse muito melhorado sobre os transportes anteriores, não podia ser aumentado por reabastecimento aéreo, pois os C-135s não eram configurados com receptáculos de reabastecimento. Além disso, seu desempenho de decolagem e pouso exigia pistas longas disponíveis apenas nas maiores bases militares ou aeroportos comerciais, que não estavam necessariamente localizados próximos a áreas de combate potenciais.
O Lockheed C-141 entrou em serviço de linha de frente em abril de 1965, que finalmente deu ao MATS e seu sucessor, Military Airlift Command, a capacidade de transporte aéreo estratégico de que precisava. No início dos anos 1970, a frota C-135 havia sido modificada e relegada a outras funções, que incluíam transporte de funcionários/VIP, teste de sistemas e reconhecimento estratégico.

## Variantes
A grande maioria das 820 células deste tipo construídas eram KC-135A Stratotankers, equipados para fornecer reabastecimento aéreo para outras aeronaves. Quarenta e cinco aeronaves do modelo base foram construídas como transportes C-135A ou C-135B com o equipamento de reabastecimento excluído; três aeronaves mais originalmente encomendadas como KC-135A foram convertidas em fábrica para C-135A. O tipo C-135/KC-135 também era conhecido internamente na Boeing como Modelo 717, nome posteriormente atribuído a uma aeronave completamente diferente.

### C-135A/E
Dezoito C-135As (número do modelo Boeing 717-157), movidos por Pratt & Whitney J57 turbojatos, foram construídos. Em anos posteriores, quase todos foram atualizados com motores Pratt & Whitney TF33 turbofan e estabilizadores horizontais de ampla envergadura, e foram redesignados C-135E. A maioria foi convertida para várias funções especiais, incluindo postos de comando aerotransportados, plataformas de rastreamento de mísseis e transportes VIP, e foram retirados ao longo dos anos 1990. A designação C-135E também foi aplicada a EC-135Ns que foram usados na função de apoio ao combate.

### C-135B

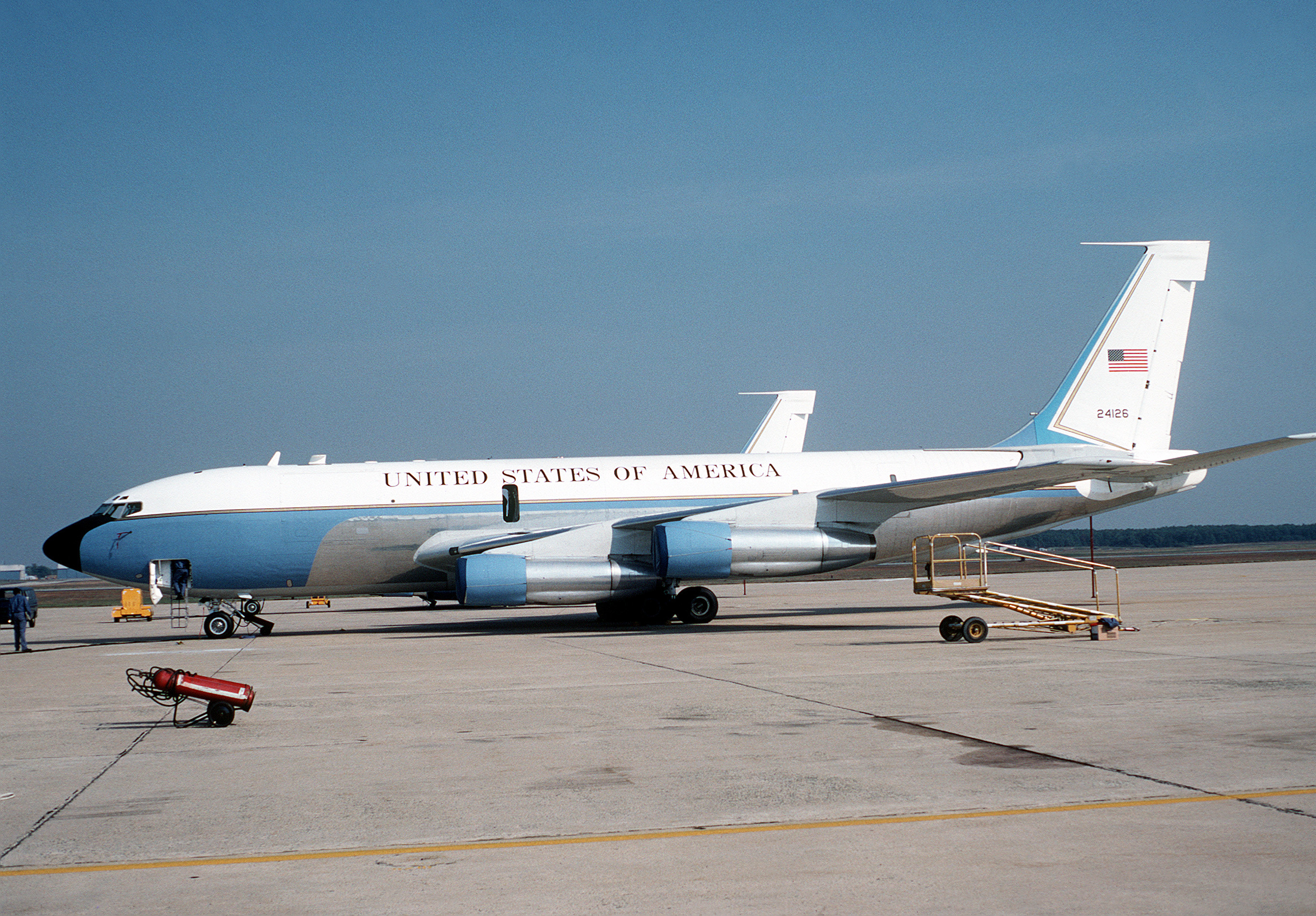
C-135B Stratolifter para transporte VIP estacionado na linha de voo na Andrews AFB

Trinta C-135Bs (número do modelo Boeing 717-158) foram construídos novos com o turbofan TF33 e estabilizadores horizontais de ampla envergadura aprimorados. Dez foram modificados para uma função de reconhecimento meteorológico (voando através de nuvens radioativas de testes nucleares ou outros agentes) e designados WC-135B Stratolifter (Constant Phoenix em versões posteriores). Células adicionais foram convertidas para RC-135s de 1970 a 2006, e permanecem em serviço com atualizações de equipamento adicionais instaladas.

### C-135C
A designação C-135C se aplica a três aeronaves de reconhecimento meteorológico WC-135B (originalmente convertidas de C-135B), que foram desmodificadas para status de transporte. A maioria dos outros C-135Bs foram convertidos para várias variantes de missão especial após seu serviço com o Military Airlift Command. Os C-135Cs também mantiveram seu receptáculo de reabastecimento aéreo, adicionado durante modificações para o padrão WC-135.
Embora a maioria das aeronaves C-135 restantes seja usada para transportar líderes militares seniores e outros dignitários de alto escalão, a aeronave de comunicações C-135C serve como uma bancada de teste aérea para tecnologias emergentes. Testes de desenvolvimento usando esta aeronave demonstraram a capacidade de voar aproximações de precisão usando um sistema GPS diferencial de área local. Este C-135 modificado foi equipado com uma câmera de onda milimétrica e um radome para testar a geração de imagens de vídeo da câmera da cena frontal em condições de baixa visibilidade. A aeronave, que na função de transporte VIP/Visitante Distinto (DV) acomoda 14 passageiros, também dá ao Comandante do Componente Aéreo das Forças Conjuntas (JFACC) uma capacidade limitada de planejar e controlar a batalha simulada enquanto no ar a caminho da área de crise.

#### Speckled Trout

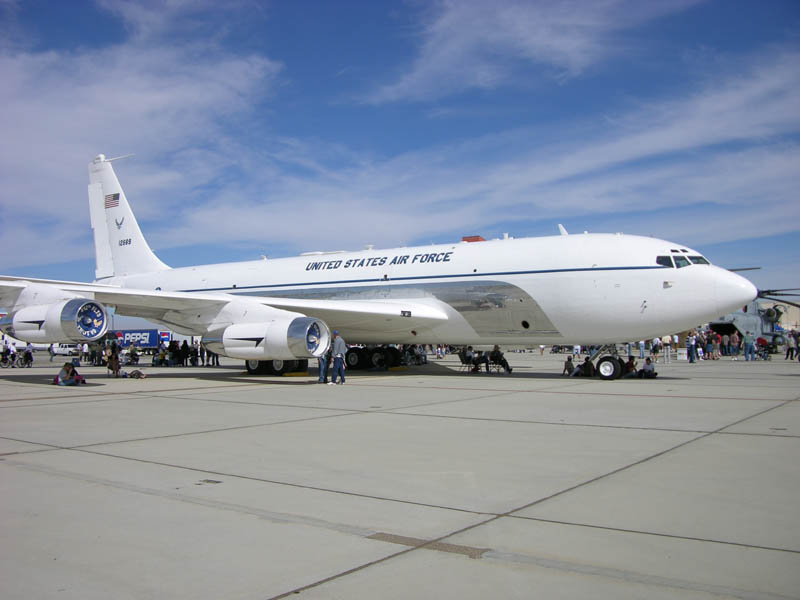
O C-135C Speckled Trout na Edwards Air Force Base

Speckled Trout é o nome oficial de uma missão combinada de apoio SAF/CSAF e missão de teste concorrente. Também era o apelido oficial dado a um C-135C modificado, número de série 61–2669, que foi usado pelo Secretário e pelo Chefe do Estado-Maior da Força Aérea para requisitos de transporte executivo. Totalmente equipado com uma variedade de equipamentos de comunicação, links de dados e conjuntos criptográficos, a aeronave serviu uma função secundária como uma bancada de teste para sistemas de comando e controle propostos e também foi usada para avaliar o design futuro de aeronaves de transporte. O 412º Esquadrão de Teste de Voo (412 FLTS) do Air Force Materiel Command (AFMC) na Edwards AFB, Califórnia, operava a célula C-135 Speckled Trout e gerenciava sua missão de teste.
O nome Speckled Trout se aplica tanto à organização quanto à aeronave. O nome foi escolhido em honra a um dos primeiros monitores do programa, Faye Trout, que assistiu em numerosas fases do projeto. Trout supostamente tinha muitas sardas, daí a adição de "Speckled" (Pintalgada).
O Speckled Trout adquiriu o C-135C, número de série 61–2669, em 1974 e aposentou a aeronave em 13 de janeiro de 2006. Uma aeronave interina estava em uso para a missão Speckled Trout até a entrega em 2008 da aeronave atual, um KC-135R Stratotanker modificado número de série 63–7980 com uma bancada de teste de arquitetura de comunicações mais moderna. O KC-135R Speckled Trout atual também suporta testes adicionais e requisitos de reabastecimento aéreo que o C-135C não podia.

### C-135F
C-135F (número do modelo Boeing 717-165) foi uma variante de nova construção para a França como uma aeronave de dupla função tanque/carga e transporte de tropas. 12 foram construídos para a Força Aérea Francesa com a adição de um adaptador de drogue na lança de reabastecimento. 11 C-135Fs sobreviventes foram atualizados para C-135FRs com turbofans CFM International F108 entre 1985 e 1988. Posteriormente modificados com pods de asa MPRS.

### C-135K
Um ex-EC-135K modificado para uso VIP para CINCPAC.

## Acidentes e incidentes
- 23 de outubro de 1962: Um C-135B USAF/MATS (número de série 62-4136) entrou em estol e caiu na aproximação para a Guantanamo Bay Naval Base, Cuba após um voo de McGuire Air Force Base, New Jersey. Todos os sete tripulantes a bordo foram mortos.[15]
- 11 de maio de 1964: Um C-135B USAF/MATS (número de série 61-0332) estava em um voo do Military Air Transport Service (MATS) de Fairfield-Travis AFB, CA (SUU) para Clark AB nas Filipinas via Honolulu-Hickam AFB, HI (HIK). Tempestades estavam na área conforme o voo se aproximava de Clark AB. Um teto indefinido estava a 300 pés e visibilidade era de 2000 m. A tripulação realizou uma aproximação de radar de aproximação de precisão (PAR) para a pista 02. A aeronave desceu abaixo da trajetória de planeio e a tripulação foi instada a iniciar uma arremetida quando o C-135 havia descido abaixo do limite de segurança inferior do PAR. Naquele momento, o copiloto tinha a pista à vista e a aproximação foi continuada. Na final, o trem de pouso atingiu a cerca do perímetro. O avião atingiu uma instalação TACAN, bateu no solo e deslizou através de uma estrada, atingindo um táxi e matando o motorista. O avião se partiu e pegou fogo. Cinco dos dez tripulantes e todos os 74 passageiros foram fatalmente feridos, junto com o infortunado motorista de táxi.[16]
- 25 de junho de 1965: Um C-135A USAF/MATS (número de série 60-0373) transportando 85 pessoal do Corpo de Fuzileiros Navais dos EUA estava voando de MCAS El Toro para Okinawa. O tempo estava ruim em El Toro quando o avião estava pronto para partir: névoa densa e garoa leve. A decolagem foi realizada à noite às 01:45 da pista 34R. Após a decolagem, o piloto deveria ter feito uma curva à esquerda prescrita. Em vez disso, o avião continuou em linha reta. Contactou a Loma Ridge de 1.300 pés, cerca de 150 pés abaixo da crista. A aeronave se partiu e explodiu em chamas. O acidente matou todos os 12 tripulantes e 72 outros funcionários a bordo.[17]

## Aeronaves em exibição
- 60-0374 – The Bird of Prey Construído como C-135A, posteriormente convertido para EC-135N, e depois para EC-135E. Aposentado em 2 de novembro de 2000. Em exibição no National Museum of the US Air Force, Wright Patterson AFB, Ohio; arte no nariz permanece.[18][19]
- 60-0377 – Construído como C-135A. Usado como bancada de teste de aviônicos do B-2. Para o museu Edwards AFB, Califórnia em 1996;[20] em armazenamento no museu.[21]
- 61-0327 – Construído como C-135A, posteriormente convertido para EC-135N, mas com motores modelo E instalados. Em exibição no Museu da Aviação (Warner Robins) em Robins AFB, Georgia.[22]
- 61-2669 – Construído como C-135B, posteriormente convertido para WC-135B. Passou alguns meses no MASDC em 1972. Posteriormente usado como aeronave de pesquisa Speckled Trout e redesignado C-135C. Também o transporte pessoal do Presidente do Estado-Maior Conjunto, General Henry Hugh Shelton, de 1997 a 2001. Fez último voo em 13 de janeiro de 2006. Agora com o Museu Edwards AFB, Califórnia;[23] em armazenamento no museu.[21]
- 61-2671 – Construído como C-135B, posteriormente convertido para WC-135B. Envolvido em um acidente de pouso em 1970, mas foi reparado. Posteriormente convertido para transporte executivo C-135C. Agora em exibição no Tinker AFB Air Park, Oklahoma.[24]

## Especificações (C-135)
Características gerais
- Tripulação: 3: piloto, copiloto, mestre de carga (4 para aeronaves não-PACER CRAG)
- Comprimento: 136 pés 3 pol (41,53 m)
- Envergadura: 130 pés 10 pol (39,88 m)
- Altura: 41 pés 8 pol (12,70 m)
- Área da asa: 2 433 pés quadrados (226 m2)
- Peso vazio: 98 466 lb (44.663 kg), peso operacional vazio 124 000 lb (56 200 kg)
- Peso bruto: 297 000 lb (135.000 kg)
- Peso máximo de decolagem: 322 500 lb (146.000 kg)
- Motor: 4 × 4 motores turbofan Pratt & Whitney TF-33-PW-102 low-bypass, 18 000 lbf (80 kN) de empuxo cada

Desempenho
- Velocidade máxima: 580 mph (933 km/h, 500 kn)
- Alcance: 3 450 mi (5 550 km, 3 000 nmi)
- Teto de serviço: 50 000 pés (15 200 m)
- Taxa de subida: 4 900 pés/min (25 m/s) 1 490 m/min